# Objektfeld
Das sogenannte Objektfeld entspricht der reellen Größe des sichtbaren Bildes im Mikroskop. 
Es ist abhängig von der Sehfeldzahl, welche wiederum für Okulare in der Lichtmikroskopie den Durchmesser des Objektfeldes multipliziert mit der Vergrößerung des verwendeten Objektivs in Millimeter angibt. Je größer dabei die Sehfeldzahl, desto größer auch das Objektfeld. Eine Sonderform des Objektfeldes stellt im Weiteren das sogenannte Hauptgesichtsfeld mit mehr oder minder definierter Größe dar.